# Poynting (cráter marciano)
Poynting es un cráter de impacto perteneciente al cuadrángulo Tharsis de Marte, situado en el interior del triángulo formado por Olympus Mons al oeste, Tharsis Montes al este y Pavonis Mons al sur. Está localizado en las coordenadas 8.42°N de latitud y 247.25°E de longitud. Tiene 69.7 km de diámetro y recibió su nombre en honor del astrofísico británico John Henry Poynting (1852-1914) en 1988.